# Kanton Saint-Pierre-2
Der Kanton Saint-Pierre-2 ist seit 1949 ein französischer Wahlkreis im Arrondissement Saint-Pierre des Übersee-Départements Réunion. Er umfasst einen Teil der Gemeinde Saint-Pierre.